# Benjamin Basnage
Benjamin Basnage (Carentan, 1580 – Carentan, 1652) è stato un religioso francese di fede calvinista.
Da convinto pastore protestante a Carentan, partecipò attivamente ai contrasti religiosi dell'epoca.
Fu per cinquantuno anni il pastore della chiesa calvinista di Sainte-Mère-Église.
Durante le guerre di religione fu spesso nominato a rappresentare la chiesa calvinista nelle assemblee politiche ed ecclesiastiche, in virtù del suo carattere energico e della sua solida preparazione teorica che lo rendevano stimato da tutte le parti in causa.
Nel 1619 fece parte della delegazione che consegnò al Re Luigi XIII le richieste dell'assemblea protestante di Loudun, che in seguito si trasferì a La Rochelle dove Basnage venne eletto vicepresidente. Quando nel 1621 l'assemblea ricevette l'ordine di scioglimento e i suoi partecipanti vennero accusati di ribellione e di lesa maestà, Basnage si trasferì in Inghilterra e in Scozia, dandosi da fare per raccogliere fondi a sostegno della lotta calvinista in Francia. 
Con la caduta de La Rochelle nel 1628 e il successivo editto di Alès, con cui il Re concedeva ai protestanti la libertà di culto, la guerra religiosa terminò di fatto ma solo nel 1631 Basnage fu autorizzato a rientrare in patria, dove riprese il suo ruolo di pastore di Carentan.
Presiedette il sinodo generale di Alençon del 1637 e nel 1644, come delegato di Charenton, difese attivamente i diritti dei protestanti, lavorando al contempo per favorire una riconciliazione teologica.
Nel luglio 1652, pochi mesi prima di morire, venne nominato nobile dal governo del re Luigi XIV.
Autore di molte opere di carattere teologico e politico, nel 1612 scrisse il trattato Dello stato visibile e invisibile della Chiesa e della perfetta soddisfazione di Gesù Cristo, contro la favola del Purgatorio che provocò molto scalpore negli ambienti ecclesiastici romani.
Ebbe due figli, Antoine e Henry. Quest'ultimo, rinomato avvocato al parlamento di Rouen, ne continuò l'operato di attivista protestante.